# Kamenitsa
Kamenitsa (ryska: Каменица) är ett vattendrag i Belarus. Det ligger i den norra delen av landet, 80 km norr om huvudstaden Minsk.
Omgivningarna runt Kamenitsa är en mosaik av jordbruksmark och naturlig växtlighet. Runt Kamenitsa är det glesbefolkat, med 18 invånare per kvadratkilometer.